# Think Later
Think Later — второй студийный альбом канадской певицы Тейт Макрей, вышедший 8 декабря 2023 года на лейбле RCA Records. Он был спродюсирован Райаном Теддером и предварялся выпуском синглов «Greedy» 15 сентября 2023 года и «Exes» 17 ноября 2023 года. В поддержку альбома МакРей отправится в турне по Европе, Северной Америке и Океании в течение 2024 года.

## История
Макрей назвала опыт написания альбома «одним из самых напряжённых, захватывающих, нервных и весёлых, через которые она когда-либо проходила», сказав, что она прожила последний год «немного меньше думая головой и немного больше руководствуясь интуицией» и надеясь, что слушатели «смогут почувствовать это через музыку». В пресс-релизе говорилось, что в нём исследуются «слишком близкие чувства влюблённости и сырые эмоции, которые вы испытываете, руководствуясь своей интуицией и сердцем».

## Отзывы
| Совокупная оценка | Совокупная оценка |
| Источник          | Оценка            |
| ----------------- | ----------------- |
| Metacritic        | 70/100            |
| Оценки критиков   |                   |
| Источник          | Оценка            |
| Clash             | 7/10              |
| DIY               | [ 8 ]             |
| Financial Times   | [ 9 ]             |
| The Guardian      | [ 10 ]            |
| Irish Examiner    | [ 11 ]            |
| NME               | [ 12 ]            |
| The Observer      | [ 13 ]            |
| Pitchfork         | 5.9/10            |
| The Telegraph     | [ 14 ]            |

Альбом получил положительные отзывы музыкальной критики и интернет-изданий. Think Later получил оценку 70 из 100 на агрегаторе рецензий Metacritic на основе 10 отзывов критиков, что свидетельствует о «в целом благоприятном» приёме. Нил Маккормик из The Telegraph нашёл, что его «смесь трэп-грувов и синтезаторных баллад совершенно актуальна, хотя ей не хватает смелости действительно оригинального таланта. Тем не менее, есть что-то привлекательное в сладких мелодиях и кислом отношении певицы, которая звучит так, как будто она действительно начинает получать удовольствие». Софи Уильямс из NME высказала мнение, что альбом «несколько примечателен эволюцией подачи и отношения Макрей», поскольку он «продолжает позиционировать её как гораздо более разностороннюю перспективу».
Рецензируя альбом для Pitchfork, Джеден Пиндер описал его как «полный однородных баллад в стиле трэп-поп, посвящённых одномерному самоанализу» и отметил, что в нём «чувствуется анонимность: она застряла, романтизируя негатив в попытке доказать свою серьёзность как певицы. Её музыка становится наиболее сильной, когда она выбрасывает баллады в корзину».

## Список композиций
| №                   | Название             | Автор(ы)                                       | Продюсеры                                     | Длительность |
| ------------------- | -------------------- | ---------------------------------------------- | --------------------------------------------- | ------------ |
| 1.                  | «Cut My Hair»        | Tate McRae Ryan Tedder Amy Allen Jasper Harris | Tedder Harris Grant Boutin [c]                | 2:55         |
| 2.                  | «Greedy»             | McRae Tedder Allen Harris                      | Tedder Harris Boutin                          | 2:12         |
| 3.                  | «Run for the Hills»  | McRae Tedder Allen Harris Boutin               | Tedder Harris Boutin [c]                      | 2:23         |
| 4.                  | «Hurt My Feelings»   | McRae Tedder Allen Harris Boutin               | Tedder Harris Boutin                          | 2:02         |
| 5.                  | «Grave»              | McRae Brittany Amaradio Ido Zmishlany          | Myles Avery [p] Luka Kloser [p] Zmishlany [v] | 3:14         |
| 6.                  | «Stay Done»          | McRae Tedder Allen                             | Tedder Andrew DeRoberts                       | 2:51         |
| 7.                  | «Exes»               | McRae Tedder Tyler Spry                        | Tedder Spry [p]                               | 2:39         |
| 8.                  | «We're Not Alike»    | McRae Amaradio Rob Bisel                       | Bisel                                         | 3:00         |
| 9.                  | «Calgary»            | McRae Zmishlany                                | Thomas LaRosa Zmishlany                       | 2:20         |
| 10.                 | «Messier»            | McRae LaRosa Skyler Stonestreet                | LaRosa                                        | 3:57         |
| 11.                 | «Think Later»        | McRae Tedder Allen Harris                      | Tedder Harris Boutin Spry [a]                 | 2:13         |
| 12.                 | «Guilty Conscience»  | McRae Tedder Ilya Savan Kotecha Allen          | Tedder Ilya Avery [a] [v] Kloser [a] [v]      | 2:32         |
| 13.                 | «Want That Too»      | McRae Tedder Allen Harris Spry                 | Tedder Harris Harry Charles [a] Spry [v]      | 3:10         |
| 14.                 | «Plastic Palm Trees» | McRae Greg Kurstin Sarah Aarons                | Kurstin Spry [a]                              | 2:52         |
| Общая длительность: | Общая длительность:  | Общая длительность:                            | Общая длительность:                           | 38:16        |

Notes
- ↑  продюсер, в том числе по вокалу
- ↑  сопродюсер
- ↑  дополнительный продюсер
- ↑  продюсер по вокалу a vocal producer
- На физических релизах треки «Grave» и «Stay Done» идут под номерами 6 и 5, соответственно.

## Чарты
| Чарт (2023–2024)                    | Высшая позиция |
| ----------------------------------- | -------------- |
| Австралия (ARIA)                    | 2              |
| Австрия (Ö3 Austria)                | 13             |
| Бельгия/Фландрия (Ultratop)         | 5              |
| Бельгия/Валлония (Ultratop)         | 44             |
| Канада (Canadian Albums Chart)      | 3              |
| Дания (Hitlisten)                   | 10             |
| Нидерланды (Album Top 100)          | 6              |
| Финляндия (Suomen virallinen lista) | 12             |
| Франция (SNEP)                      | 41             |
| Германия (Offizielle Top 100)       | 33             |
| Венгрия (MAHASZ)                    | 20             |
| Исландия (Plötutíðindi)             | 33             |
| Ирландия (Irish Albums Chart)       | 6              |
| Италия (FIMI)                       | 51             |
| Литва(AGATA)                        | 11             |
| Новая Зеландия (RMNZ)               | 4              |
| Норвегия (VG-lista)                 | 2              |
| Португалия (AFP)                    | 44             |
| Шотландия (Scottish Albums Chart)   | 23             |
| Испания (PROMUSICAE)                | 21             |
| Швеция (Sverigetopplistan)          | 4              |
| Швейцария (Schweizer Hitparade)     | 8              |
| Великобритания (UK Albums Chart)    | 5              |
| США (Billboard 200)                 | 4              |

## Сертификации
| Регион | Сертификация | Продажи |
| --- | ------------ | ------- |
| Канада (Music Canada) | Платиновый   | 80 000  |
| Венгрия (Mahasz) | Золотой      | 2000    |
| Нидерланды (NVPI) | Золотой      | 18 600  |
| Новая Зеландия (RMNZ) | Платиновый   | 15 000  |
| Норвегия (IFPI Norway) | Платиновый   | 20 000* |
| Польша (ZPAV) | Платиновый   | 20 000  |
| Великобритания (BPI) | Серебряный   | 60 000  |
| США (RIAA) | Золотой      | 500 000 |
| * Данные о продажах приведены только на основе сертификации. · Данные о продажах + прослушиваниях приведены только на основе сертификации. |              |         |